# Náth
A náth vagy nátha (dévanágari: नाथ) a középkori India egyik jóga-hagyománya volt, amelyre a buddhizmus, a saivizmus és a tantrizmus egyaránt hatással volt. 
Hagyománya Matszjéndranáth-ig (a 84 sziddha egyike, akit a hagyomány ádi-gurujának tartanak) és Górakhnáthig vezethető vissza (1200 körül). Bár a náth hagyománya Észak- és ÉK-Indiából ered, fokozatosan India egész területén elterjedt, és magába olvasztotta a különböző területek vallási sajátosságait. Ennek következtében a legtöbb náth a saivizmus híve, Nyugat-Indiában viszont a náthok inkább a vaisnavizmus felé, Nepálban a buddhizmus felé hajlanak. 
A náth-jógát gyakorlók célja, hogy tökéletes, isteni testet kialakítva (sziddha, divja déha), még ebben az életben elérjék a megszabadulást (dzsívanmukta). A guru vezetésével fejlődnek (kája → szádhaná), s hosszú megtisztulási folyamaton mennek keresztül (a hatha-jóga és kundalini-jóga segítségével), míg érett (pakva) nem lesz éretlen (apakva) testük. 
Elsősorban bengáli és hindi nyelven írt, szóban továbbadott énekek magasztalják a náth szenteket. A náth jógagyakorlatokat szanszkrit nyelvű szövegek ismertetik.  A Hatha jóga és Góraksa sataka című művek szerzőjének Górakhnáthot tartják (az előbbi értekezés elveszett). A náthok további fontos szövege a Siva szamhitá, a  Ghéranda szamhitá, a Hatha-jóga Pradípiká és a Sziddha sziddhánta paddhati. Valamennyi a jógával és a tökéletes testben elérhető tökéletességgel foglalkozik. 
A náth hagyomány ma is jelen van Indiában, és más hindu irányzatokra is hatással volt, például a szant hagyományra, a szahadzsijára és az indiai alkímiára. 